# Vincent Chapelain
Pour les articles homonymes, voir Chapelain (homonymie).
Vincent Chapelain est un homme politique français né le 22 décembre 1757 aux Epesses (Vendée) et décédé le 27 juillet 1818 à Fontenay-le-Comte (Vendée).
Conseiller municipal des Epesses, il est élu député de la Vendée au Conseil des Cinq-Cents le 22 vendémiaire an IV. Il est nommé sous-préfet sous le Consulat.

## Sources
- « Vincent Chapelain », dans Adolphe Robert et Gaston Cougny, Dictionnaire des parlementaires français, Edgar Bourloton, 1889-1891 [détail de l’édition]